# Litochoro

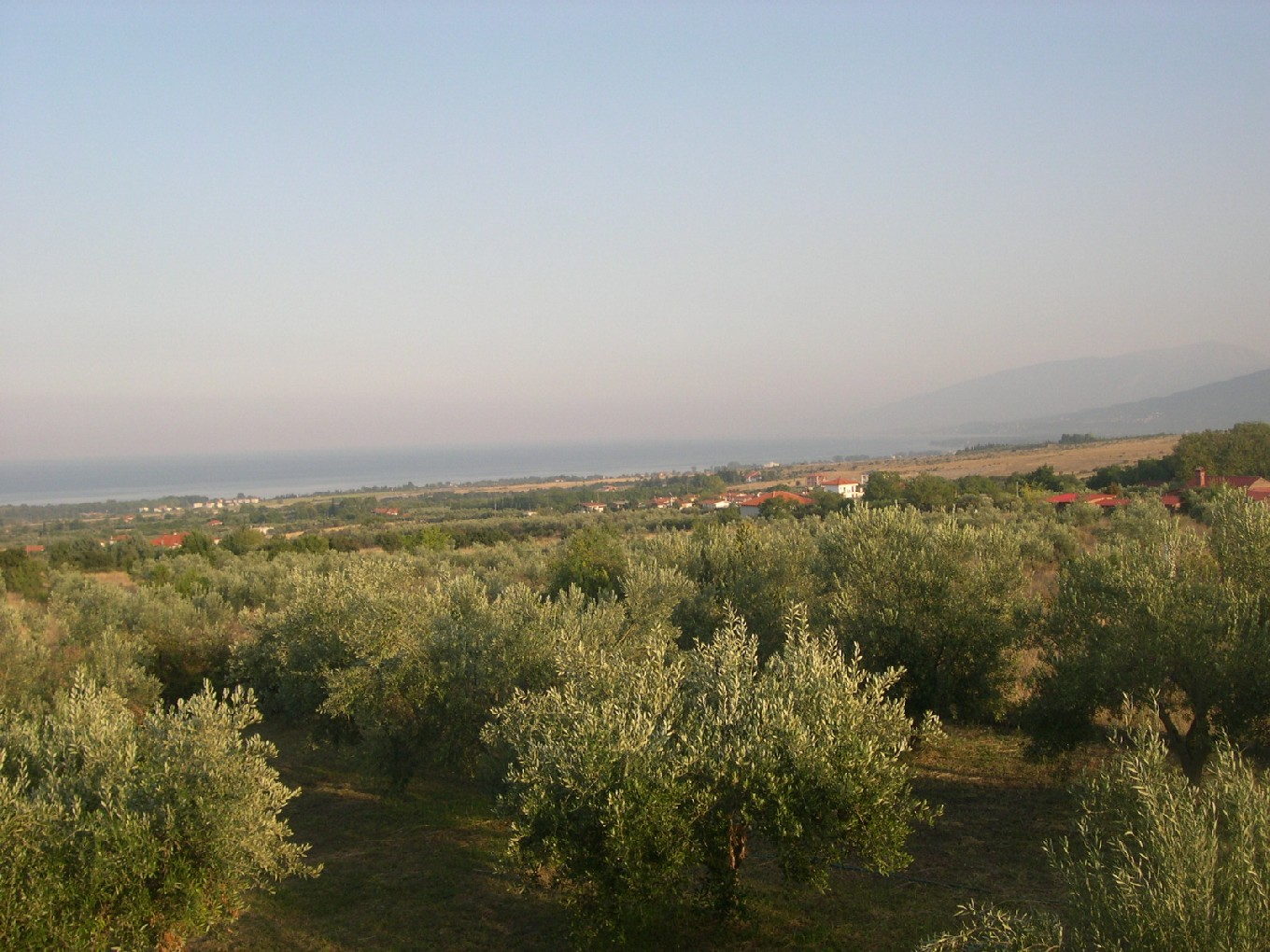
Blick auf Litochoro

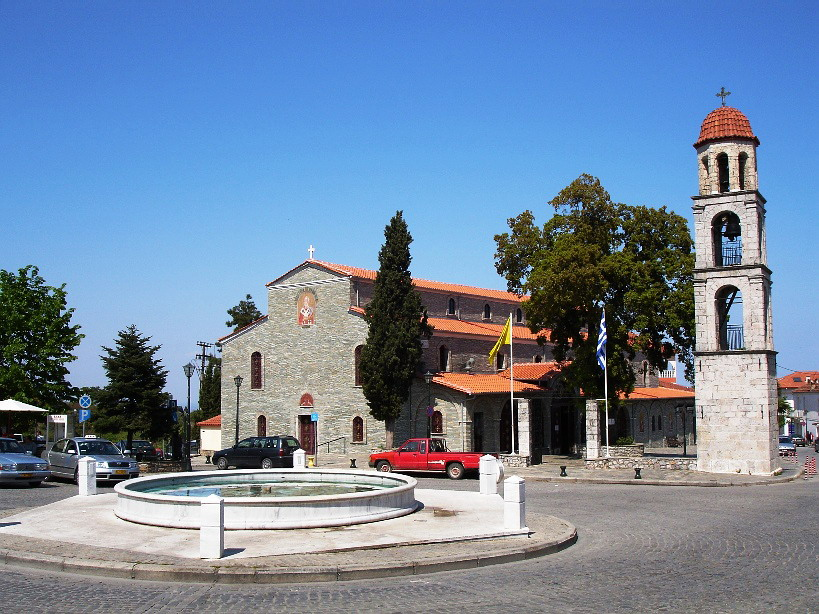
Die griechisch-orthodoxe Kirche Agios Nikolaos in Litochoro

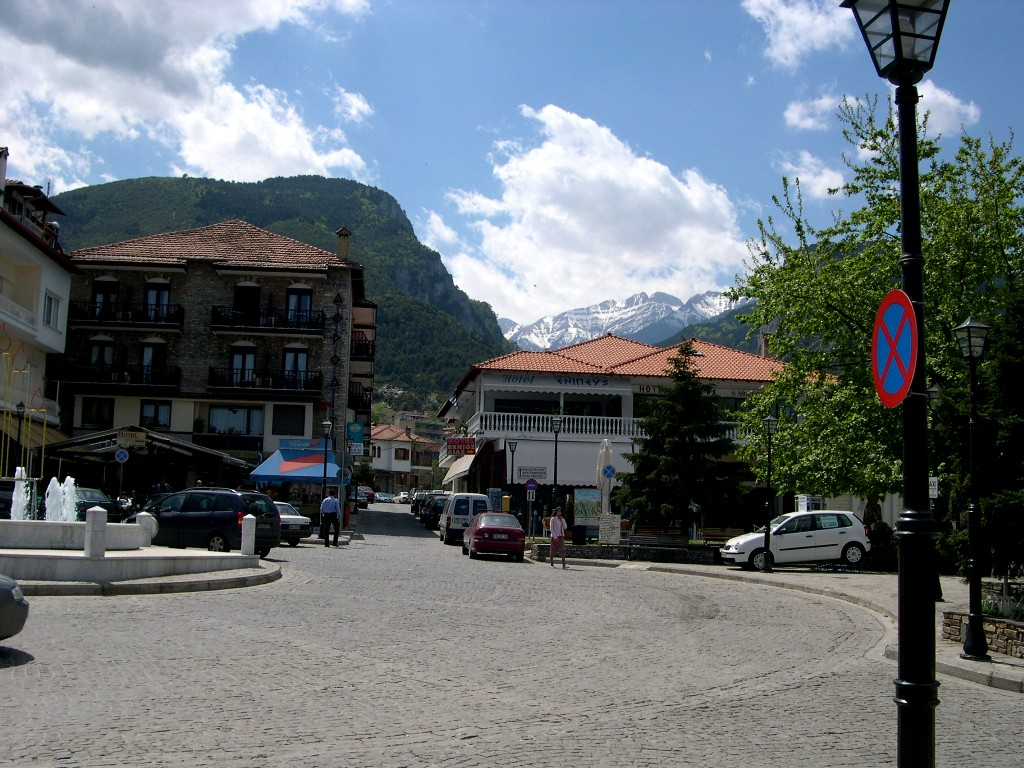
Der zentrale Platz in Litochoro

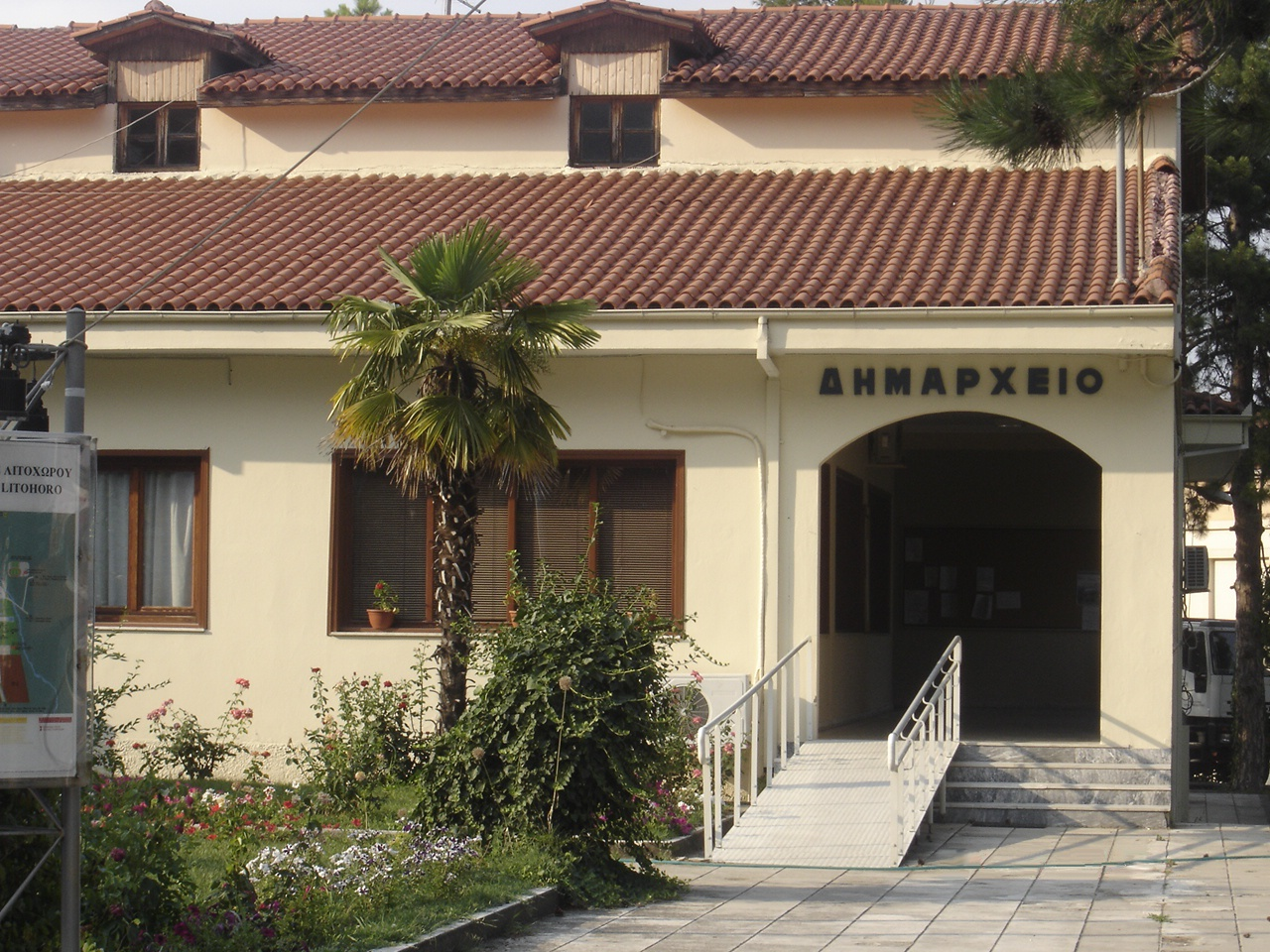
Das Rathaus (Dimarchio) von Litochoro

Litochoro (griechisch Λιτόχωρο (n. sg.), älter auch Litochoron altgriechisch Λιτόχωρον) ist eine Kleinstadt in der griechischen Region Zentralmakedonien und Verwaltungssitz der Gemeinde Dion-Olymbos.

## Geografie
Litochoro liegt am Fuß des Olymp, etwa 7 km von der Meeresküste entfernt im Landesinneren. Der Gemeindebezirk Litochoro besteht aus der gleichnamigen Stadt mit einigen kleinen Wohnplätzen in seiner Nachbarschaft.

## Geschichte

### Mittelalter
Im 9. Jahrhundert war das Gebiet von Litochoro, vor allem die Abhänge des Olymps, sehr dicht und artenreich bewaldet. Mitte bis Ende des 9. Jahrhunderts ging die Waldvegetation zurück – Ackerbau nahm zu. Seit der zweiten Hälfte des 14. Jahrhunderts gehörte Litochoro zum Osmanischen Reich.

### Neuzeit
Bei der Abtretung Thessaliens an das Königreich Griechenland Ende 1881 verblieb Litochoro als Bestandteil des Vilayet Selanik (osmanischer Verwaltungsbezirk Thessaloniki) im Osmanischen Reich. 1897 beschoss die griechische Flotte im Türkisch-Griechischen Krieg 1897 den Hafen von Litochoro nach kurz dauernder Einnahme von Katerini und Platamonas kurz nach dem Kriegsausbruch im April 1897. Im Rahmen des Ersten Balkankriegs landeten am 22. Oktober 1912 griechische Truppen an der Küste von Litochoro und nahmen nachfolgend die Ortschaft ein. Nach Ende des Zweiten Balkankriegs im Sommer 1913 wurde Litochoro durch den Frieden von Bukarest Bestandteil Griechenlands. 1918 wurde Litochoro zur Landgemeinde (kinotita).
In der Nacht vom 30. auf den 31. März 1946 erlangte Litochoro eine besondere geschichtliche Bedeutung: Der Angriff der Rebellen der Demokratischen Armee Griechenlands (DSE) auf die Polizeistation von Litochoro in der Nacht vor der Parlamentswahl gilt als der Ausbruch des Griechischen Bürgerkriegs von 1946 bis 1949.
1964 wurde Litochoro zur Stadtgemeinde (dimos). Seit der Zusammenlegung mit Dion und Anatolikos Olymbos 2010 bildet es einen von drei Gemeindebezirken in der Gemeinde Dion-Olymbos, deren Sitz sich auch in Litochoro befindet.
Ein berühmter Sohn der Stadt ist der Bergführer Christos Kakkalos. Am 2. August 1913 gelang ihm die Erstbesteigung des Mytikas, des höchsten Gipfels des Olymp.
Litochoro ist einer der Spielorte des Olympos Festivals.

## Verkehr
Zwischen der Ortschaft und der Meeresküste verlaufen die wichtigsten Nord-Süd-Verkehrsachsen Griechenlands zwischen Thessaloniki und Athen: die Autobahn 1 und die Bahnstrecke Piräus–Thessaloniki. An dieser Eisenbahnstrecke liegt der Bahnhof Litochoro, etwa 5 km vom Ortszentrum entfernt. Zwischen Litochoro und der Präfekturhauptstadt Katerini verkehren täglich mehrere Busverbindungen. Litochoro besitzt einen kleinen Hafen.

## Infrastruktur
Litochoro ist Standort der 24. Panzerbrigade des Griechischen Heers.

## Sehenswürdigkeiten
Die Städtische Galerie zeigt seit dem Jahr 2012 Werke des Malers Philopoemen Constantinides (1909–1992)  als Dauerausstellung. Die Sammlung wurde von seiner Witwe der Gemeinde vermacht, da die Mutter von Constantinidis aus Litochoro stammte.
Das Nautische Museum im Rathaus-Neubau (Odos Agiou Nikolaou 15) präsentiert Exponate, die von der Berufsvereinigung der örtlichen Seeleute sowie von den Schiffsmodellbauern Dimitris Maras und Asterios Parlitsis zur Verfügung gestellt wurden.
Das Olymp-Nationalpark-Informationszentrum informiert über den Olymp. Themen sind: Wandern und Bergsteigen, Archäologische Stätten, Mythologie, Klöster, Pflanzen Tiere und anderes. Es liegt etwa einen Kilometer außerhalb des Ortes in Richtung der Gipfel, gegenüber den Sportanlagen.
Das Alexandrion liegt direkt oberhalb der Autobahn A1/E75. Es handelt sich um ein imposantes Gebäude das Alexander dem Großen gewidmet ist. Besucher werden über das Leben Alexanders und dessen Feldzüge informiert.
Das im Wiederaufbau befindliche Kloster Agios Dionysios, in 850 m Höhe am europäischen Fernwanderweg E4 gelegen. Es liegt rund 15 km oberhalb von Litochoro. Das Kloster wurde von deutschen Truppen bombardiert und im April 1943 gesprengt.

## Sport
Litochoro dient aufgrund seiner Lage als Ausgangspunkt für Wanderungen und Bergtouren auf den nahegelegenen Olymp und in die Schlucht des Enipeas (vor Ort „Enipeas Canyon“ genannt).
- In Litochoro fanden 1994 die zweiten Weltmeisterschaften in der Marathonstaffel statt.
- 1999 wurden dort die Jugendeuropameisterschaften im Schach in verschiedenen Altersklassen durchgeführt.